# Município de Moulton (condado de Auglaize, Ohio)
O município de Moulton (em inglês: Moulton Township) é um município localizado no condado de Auglaize no estado estadounidense de Ohio. No ano de 2010 tinha uma população de 1.694 habitantes e uma densidade populacional de 23,42 pessoas por km².

## Geografia
O município de Moulton encontra-se localizado nas coordenadas 40° 35′ 06″ N, 84° 17′ 20″ O. Segundo a Departamento do Censo dos Estados Unidos, o município tem uma superfície total de 72.32 km², da qual 72,21 km² correspondem a terra firme e (0,15 %) 0,11 km² é água.

## Demografia
Segundo o censo de 2010, tinha 1.694 habitantes residindo no município de Moulton. A densidade populacional era de 23,42 hab./km². Dos 1.694 habitantes, o município de Moulton estava composto pelo 99 % brancos, o 0,12 % eram afroamericanos, o 0,06 % eram amerindios, o 0,35 % eram asiáticos e o 0,47 % eram de uma mistura de raças. Do total da população o 0,12 % eram hispanos ou latinos de qualquer raça.